# Xylophanes libya
Espèce
Xylophanes libya est une espèce de lépidoptères de la famille des Sphingidae, de la sous-famille des Macroglossinae, tribu des Macroglossini, sous-tribu des Choerocampina, et du genre Xylophanes.

## Description

### Imago
- L' envergure est 68-74 mm.
- La première ligne postmédiane sur l'aile antérieure de la face dorsale est double et la quatrième ligne postmédiane est plus lourde que les autres, qui sont également développées. La plupart des individus ont un point noir dans la cellule discale et une tache costale subapicale noire. Le revers de l'aile antérieure est plus fortement marqué dans les tons noir et marron que Xylophanes loelia et Xylophanes neoptoleme. La couleur de fond est uniforme au-delà de la tache basale brune. La première ligne postmédiane découlant de la zone brune de la pièce de base est interrompue au niveau des veines. La quatrième ligne postmédiane se compose d'une rangée de taches de la veine. La face dorsale de l'aile postérieure est brun foncé ou noire. La bande médiane est orange-rose pâle, à côtés parallèles sur presque toute sa longueur. Le revers de l'aile postérieure est plus fortement marqué noir et marron que Xylophanes loelia et Xylophanes neoptoleme et dispose de deux lignes postmédianes, l'intérieure plus marquée et formée par une série de taches.

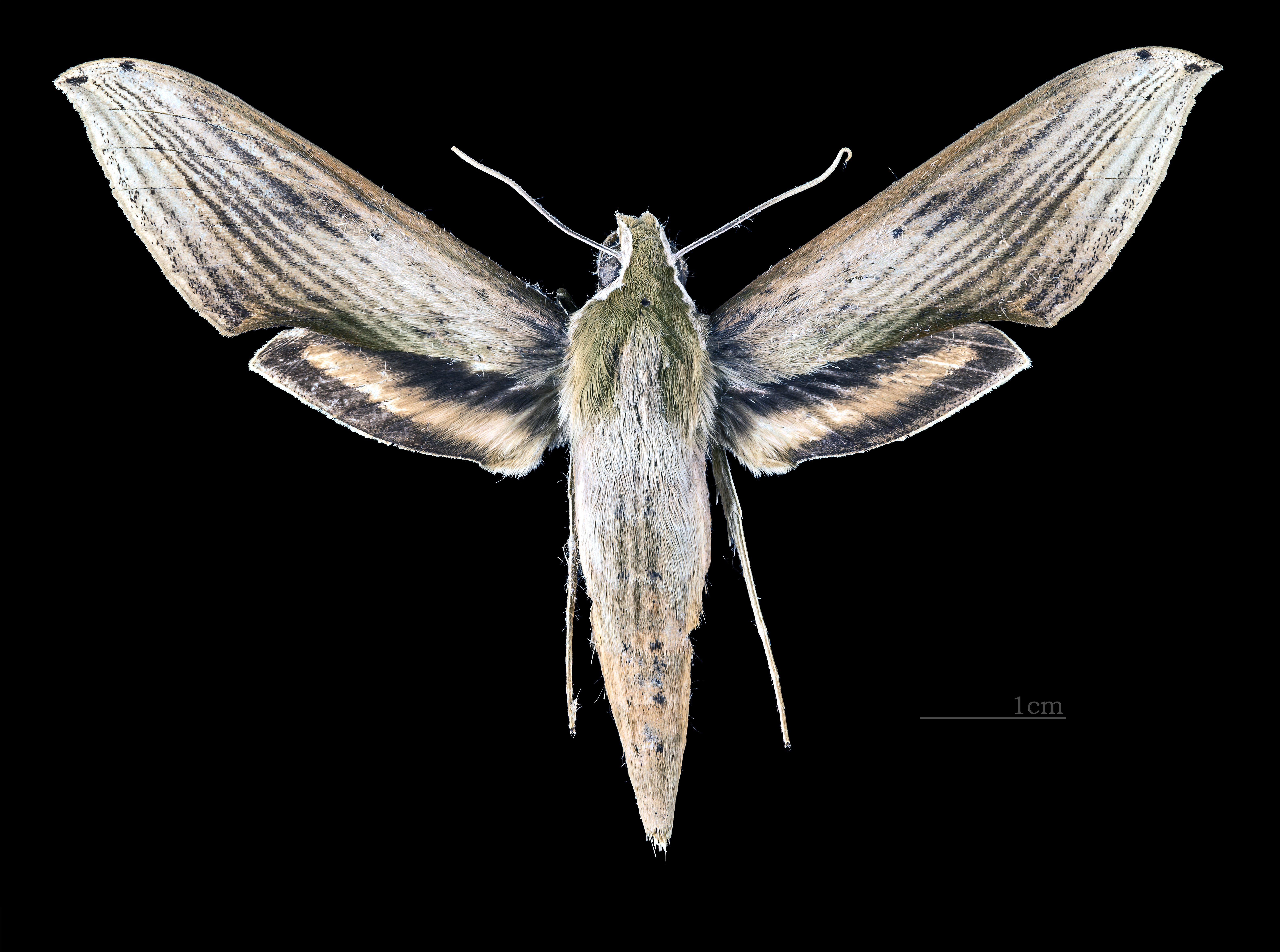
♀ (coll.MHNT)
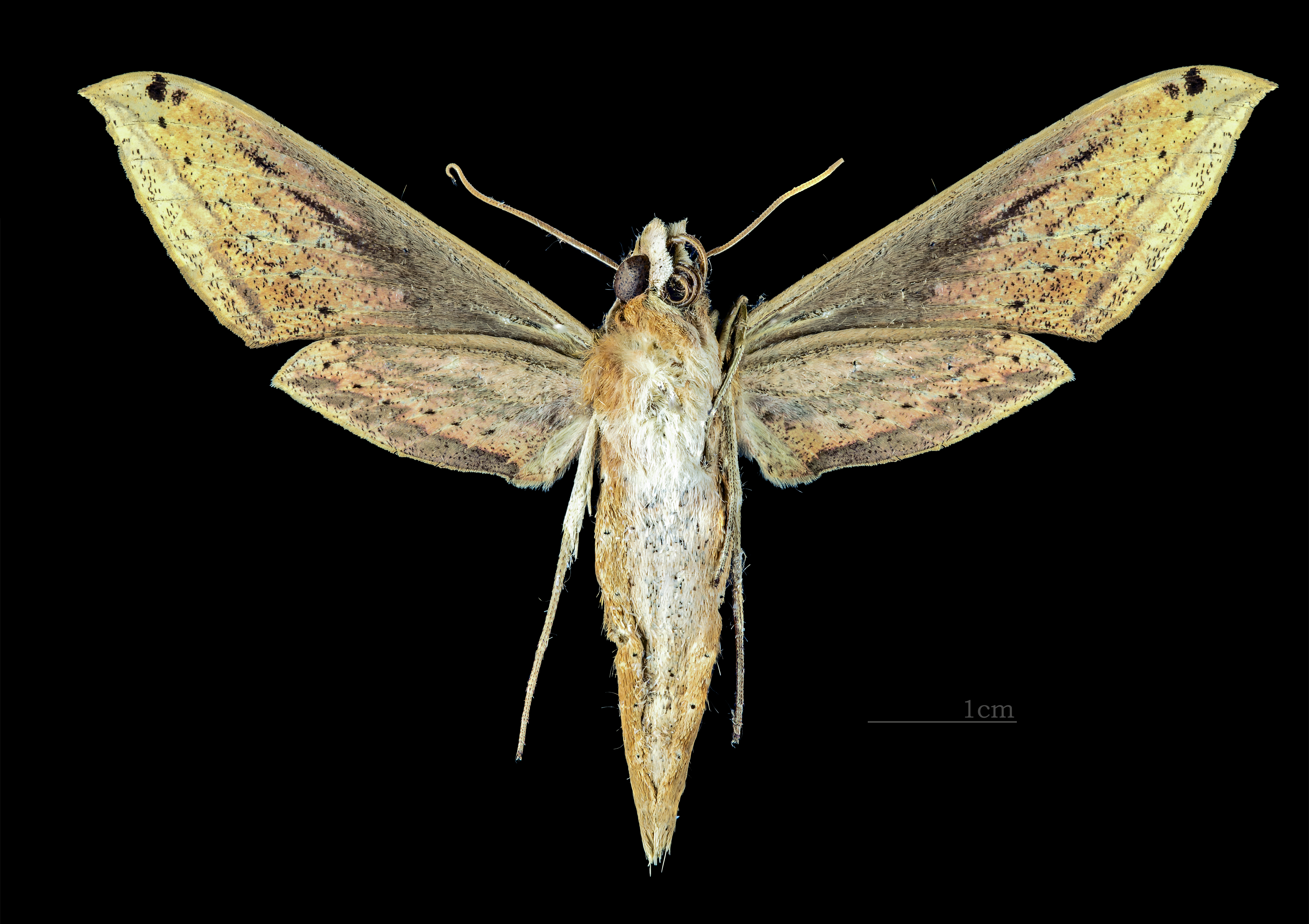
△ ♀ (coll.MHNT)
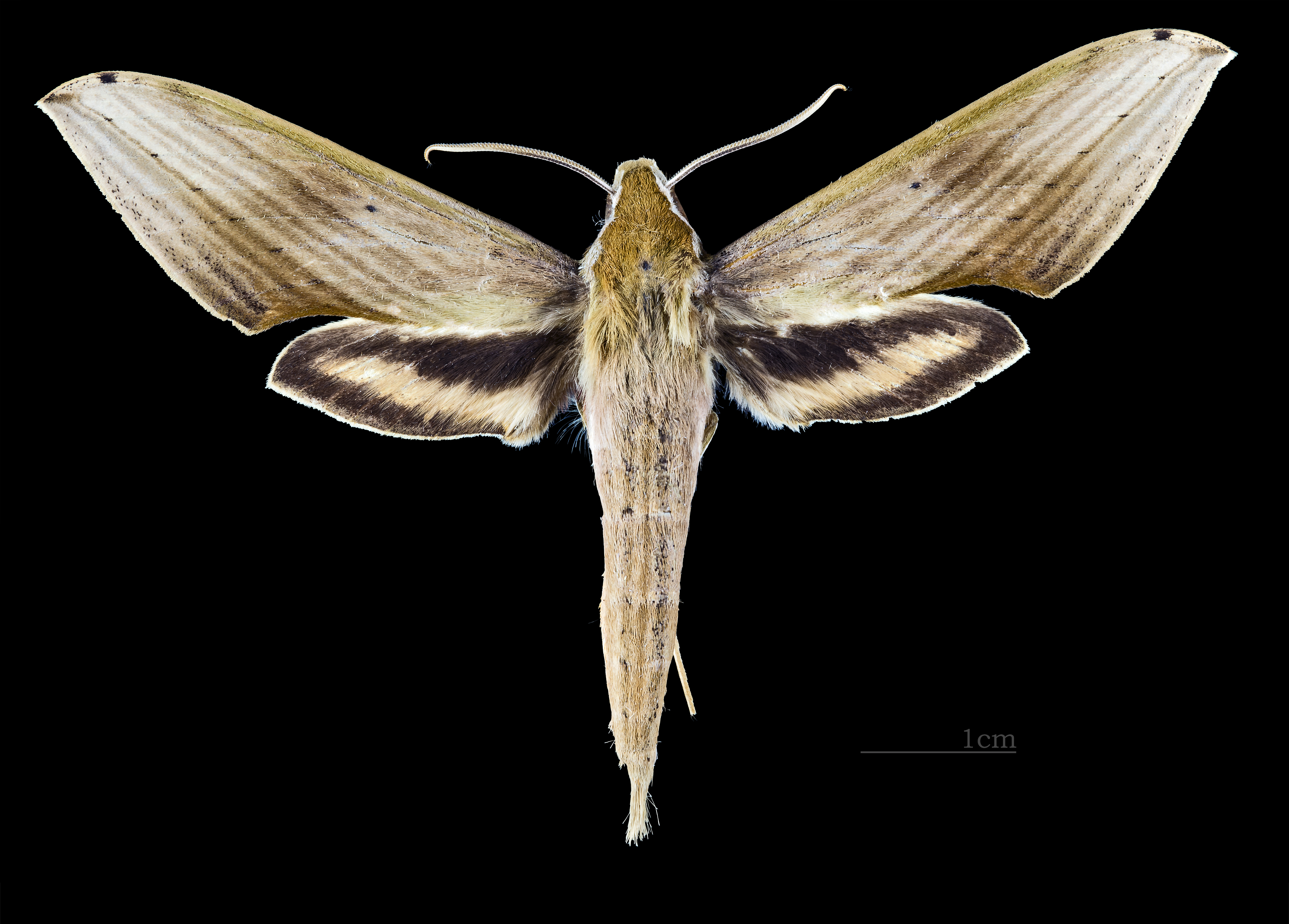
♂ (coll.MHNT)
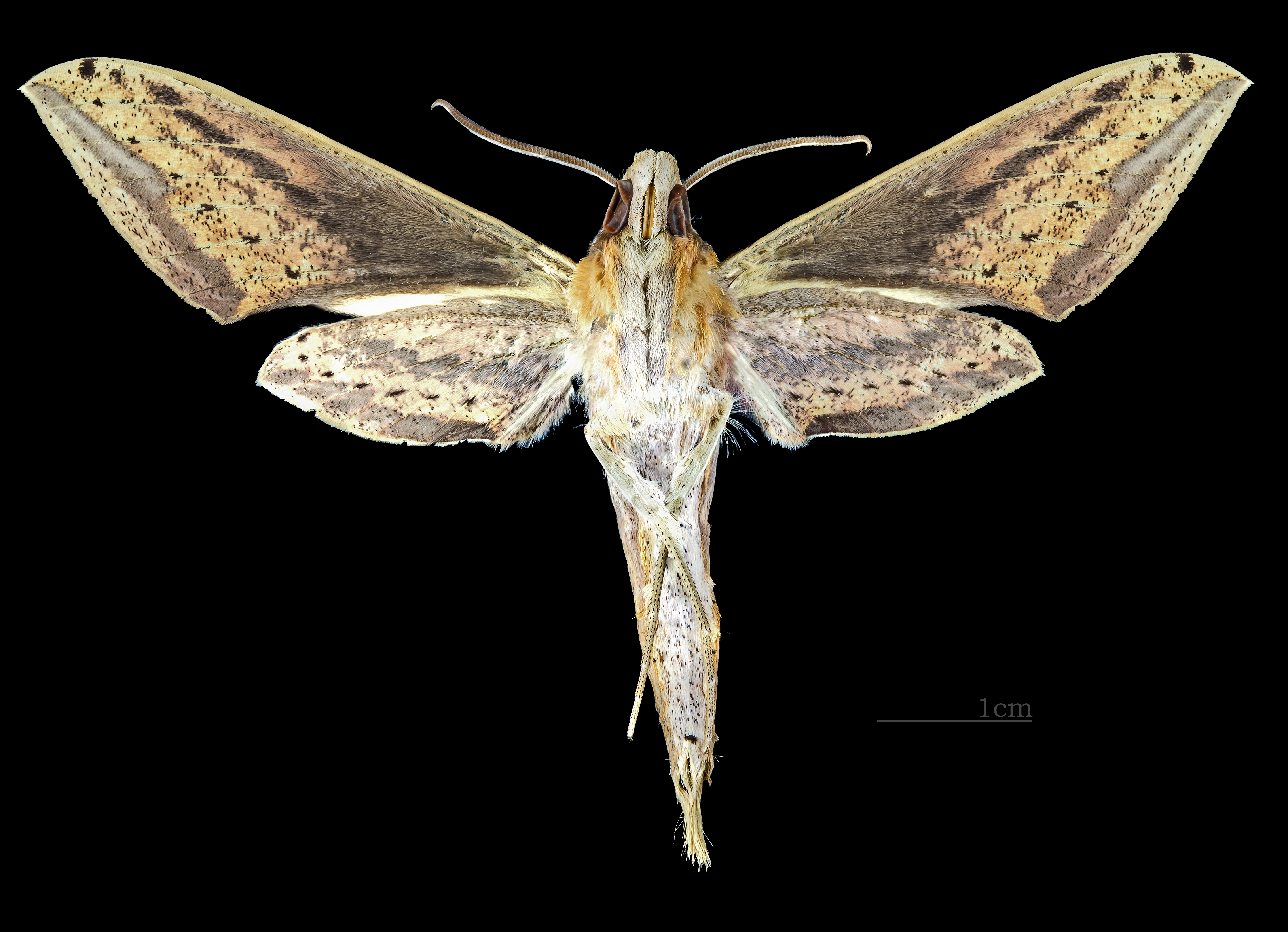
♂ △ (coll.MHNT)

### Chenille
Elles sont sombres avec des ocelles jaunes pourvus de grands centres noirs sombres. Les deux derniers stades ont un grand point bleu dans les ocelles. La queue a la forme d'une aiguille à pointe droite dans le dernier stade brun foncé.

## Biologie
Les adultes volent toute l'année.
Les larves se nourrissent sur Psychotria horizontalis, Psychotria nervosa et Psychotria microdon.

## Distribution et habitat
Distribution
L'espèce est connue au sud du Texas, au Mexique, au Belize, au Guatemala, au Panama, au Venezuela, au sud et à l'ouest de la Bolivie et au Paraguay.

## Systématique
L'espèce Xylophanes libya a été décrite par l'entomologiste britannique Herbert Druce en 1878 sous le nom initial de Choerocampa libya.
- La localité type est Chiriqui au Panama.

### Synonymie
- Choerocampa libya Druce, 1878 Protonyme
- Xylophanus pallescens Closs, 1917[2].